# نووی آلدار
نووی آلدار (به لاتین: Novy Aldar) یک منطقهٔ مسکونی در روسیه است که در باشقیرستان واقع شده‌است.